# Hate Them
Hate Them este cel de-al nouălea album de studio al formației Darkthrone. Albumul reprezintă o îmbunătățire față de Plaguewielder, fiind mai coerent și mai bine definit.
Coperta albumului include imagini ale bisericii Sagrada Familia din Barcelona, Spania.
Revista Terrorizer a clasat Hate Them pe locul 3 în clasamentul "Cele mai bune 40 de albume ale anului 2003".

## Lista pieselor
1. "Rust" - 06:45
2. "Det svartner nå" (Se întunecă acum) - 05:37
3. "Fucked Up And Ready To Die" - 03:44
4. "Ytterst i livet" (Pe muchia vieții) - 05:25
5. "Divided We Stand" - 05:18
6. "Striving For A Piece Of Lucifer" - 05:31
7. "In Honour Of Thy Name" - 06:27

## Personal
- Fenriz - baterie
- Nocturno Culto - vocal, chitară, chitară bas